# Adagio (album)
Az Adagio a Sweetbox-projekt negyedik stúdióalbuma, a harmadik, melyet Jade Villalon énekesnővel vettek fel. 2004-ben jelent meg, és Japánban a slágerlista 3. helyére került. Két változatban adták ki, az Európában, Koreában és Tajvanon megjelent változaton szerepel a Beautiful című dal is, a Japánban kiadott változaton ez nem, viszont négy bónuszdal van rajta. A négy bónuszdal közül a 1000 Words és a Real Emotion szerepeltek a Final Fantasy X-2 játékban.
Az albumon szinte minden szám használ fel részletet klasszikus zenei darabokból, a Lacrimosa például Mozart Lacrimosájából, ami befejezetlen Requiemjének része, a Liberty pedig szintén Mozarttól, a Kyrie-ből tartalmaz egy részletet. A Life Is Coolban Johann Pachelbel D-dúr kánonjából, a Hate without Frontiersben Giovanni Battista Pergolesi Stabat Materjéből hallható egy részlet. A Somewhere J. S. Bach és Gounod Ave Mariájából, a Testimony Edvard Grieg Bölcsődalából használ fel részletet.
Az Adagio részben visszatér a hiphop/R&B-hangzáshoz is, ami az első albumra volt jellemző, aminek még Tina Harris volt az énekese. Több dalban egy RJ nevű férfi rappel. Dalszövegek tekintetében az Adagio a Sweetbox egyik legsötétebb hangulatú albuma, több dal a depresszióval és öngyilkossággal foglalkozik.
A Chyna Girl című dalt eredetileg GEO a S.H.E együttesnek írta (Super Star címmel), ez a változat 2003 augusztusában jelent meg. Később Skye Sweetnam is feldolgozta.
A Hate without Frontiers című dal szerepelt Japánban a Subaru egy reklámjában (World without Frontiersként).
Két kiadatlan dal, a Tour de France (mely a Tour de France versenyhez készült) és a Liberty eredeti változata (mely egy Adriana nevű lányról szól) később felkerült a Raw Treasures Vol. #1 című albumra.

## Számlista

### Japán kiadás
| #           | Cím                            | Szerzők                                                        | Hossz |
| ----------- | ------------------------------ | -------------------------------------------------------------- | ----- |
| 1.          | Liberty (feat. RJ)             | Geoman, Jade Villallon, RJ                                     | 3:22  |
| 2.          | Life Is Cool                   | Geoman, Villalon                                               | 2:48  |
| 3.          | Somewhere                      | Geoman, Villalon                                               | 2:53  |
| 4.          | Hate without Frontiers         | Geoman, Villalon                                               | 3:23  |
| 5.          | Far Away                       | Geoman, Villalon                                               | 3:13  |
| 6.          | Testimony (feat. RJ)           | Geoman, Villalon, RJ                                           | 3:41  |
| 7.          | I’ll Be There (feat. RJ)       | Geoman, Villalon, A. Loeser, T. Loose, RJ                      | 3:16  |
| 8.          | Lacrimosa (feat. RJ)           | Geoman, Villalon, RJ                                           | 3:00  |
| 9.          | Sorry                          | Geoman, Villalon                                               | 3:24  |
| 10.         | I Don’t Wanna Be (feat. Nicco) | Geoman, Villalon, Nicco                                        | 3:34  |
| 11.         | Chyna Girl                     | Geoman, Villalon                                               | 3:14  |
| 12.         | Everybody (feat. Meguo)        | Geoman, Villalon                                               | 3:08  |
| Bónuszdalok |                                |                                                                |       |
| 13.         | Miss You                       | Geoman, Villalon                                               | 3:21  |
| 14.         | You Can’t Hide                 | Geoman, Villalon                                               | 3:07  |
| 15.         | 1000 Words                     | Takahito Eguchi, Noriko Matsueda, Kazushige Nojima, Brian Gray | 5:57  |
| 16.         | Real Emotion                   | Kazuhiro Hara, Kenn Kato, Brian Gray                           | 4:03  |

### Európai, koreai és tajvani kiadás
1. Beautiful (3:23)
2. Life Is Cool
3. Somewhere
4. Hate without Frontiers
5. Testimony
6. Far Away
7. Liberty
8. Lacrimosa
9. Sorry
10. I’ll Be There
11. Chyna Girl
12. Everybody
13. I Don’t Wanna Be

A CD-borítón a Liberty és Far Away című számok sorrendjét felcserélték.

## Kislemezek
- Life Is Cool